# Abdelhakim Belhadj
Pour les articles homonymes, voir Belhadj.
Abdelhakim Belhadj (en arabe : عبد الحكيم بلحاج), de son nom de guerre Abu Abdallah Assadaq, né le 1er mai 1966, est ingénieur de formation, commandant  de la guerre civile libyenne de 2011 puis homme politique et homme d'affaires libyen.
Il est également le chef du parti conservateur islamiste al-Watan.

## Biographie
Né en Libye en 1966, Abdelhakim Belhadj poursuit ses études à l'université de Tripoli où il obtient un diplôme en génie civil.  

### Groupe islamique combattant: de l'Afghanistan à la Malaisie
Belhadj combat les soviétiques dans les années 1980 lors de la guerre d'Afghanistan. Il est par la suite l'un des fondateurs puis l'émir du Groupe islamique combattant en Libye. Il vit ensuite successivement au Pakistan, en Turquie et au Soudan. En Irak, il combat aux côtés de Abou Moussab Al-Zarqaoui, le responsable d'Al-Qaïda à Bagdad. 
En 2003, il est arrêté en Malaisie par la CIA. Interrogé et torturé à Bangkok, il est livré au Mukhabarat en 2004.
D'après José María Aznar, ancien Premier ministre espagnol, il est suspecté d'être impliqué dans les attentats du 11 mars 2004 à Madrid. Un mandat d'arrêt du gouvernement libyen en 2002 lui prête également des liens ténus avec les leaders d'Al Qaïda et le Mollah Omar.

### Retour en Libye: de l’amnistie à l'insurrection
Il reste emprisonné jusqu'en 2009 au bagne de Bouslim date à laquelle Saïf al-Islam Kadhafi négocie une trêve et une amnistie avec le Groupe islamique combattant,. 
En mai 2011, il rejoint l'insurrection contre Khadafi. Il part pour le Qatar où il prend la tête de la Brigade du 17 février, formée et armée par la France et les Émirats arabes unis. De retour sur le terrain des opérations grâce à un point aérien à la mi-août, il dirige avec sa brigade les « insurgés de l’Ouest et de la Montagne berbère » au Djebel Nefoussa. Principale force militaire de l'opération aube de la sirène, il s'empare de la caserne Khamis et de ses importants stocks d'armes puis devient le commandant du conseil militaire de Tripoli responsable de la capitale libyenne après sa conquête par les forces de l'opposition à la suite de la bataille de Tripoli de 2011,.
On l'aperçoit notamment dans un reportage réalisé pour France24 intitulé "la brigade de Tripoli", lors d'un conseil de guerre avant la prise de Bab Al-Aziziya, résidence de Khadafi à Tripoli.

### Politique et enrichissement
En 2012, il est candidat lors de l'élection de l'assemblée constituante libyenne.
Selon de nombreuses sources, il se serait considérablement enrichi depuis la chute de Khadafi, notamment grâce au trafic de migrants. Il posséderait aujourd'hui une fortune de deux milliards de dollars.